# 1812년 서곡
'1812년 서곡'(원래 표제는 '축제 서곡 1812년' 내림 마 장조, Op. 49; 러시아어: Увертюра 1812 года 우베르튜라 1812 가다[*])은 표트르 일리치 차이콥스키가 작곡한 관현악 서곡이다. 그는 이 곡을 나폴레옹의 러시아 공략 실패와 퇴각 및 나폴레옹 군대의 궤멸 (이 일은 1812년 일어난 사건으로서 나폴레옹 전쟁의 중요한 전환점이 되었다)을 기념하여 작곡하였다. 작품 내 일련의 대포 발사 시퀀스가 유명한데, 야외에서나 혹은 야외 축제에서 공연할 때는, 진짜 대포를 발사하기도 한다. 실내에서 이 작품이 연주될 때는, 때때로 컴퓨터가 생성한 대포 소리를 사용하기도 하며 큰 배럴 드럼을 사용하기도 한다.
이 작품은 악보 상에서 총기 혹은 대포를 사용한 열 개 남짓한 작품들 중의 하나이며, 카리용을 요하는 몇 안 되는 작품들 중 하나이기도 하다.
이 서곡은 모스크바에 위치한 구세주 그리스도 대성당에서 1882년 8월 20일 초연되었다. 참고로, 이 대성당은 이후 1930년대에 스탈린이 철거하였다.

## 역사적 배경

### 보로디노 전투

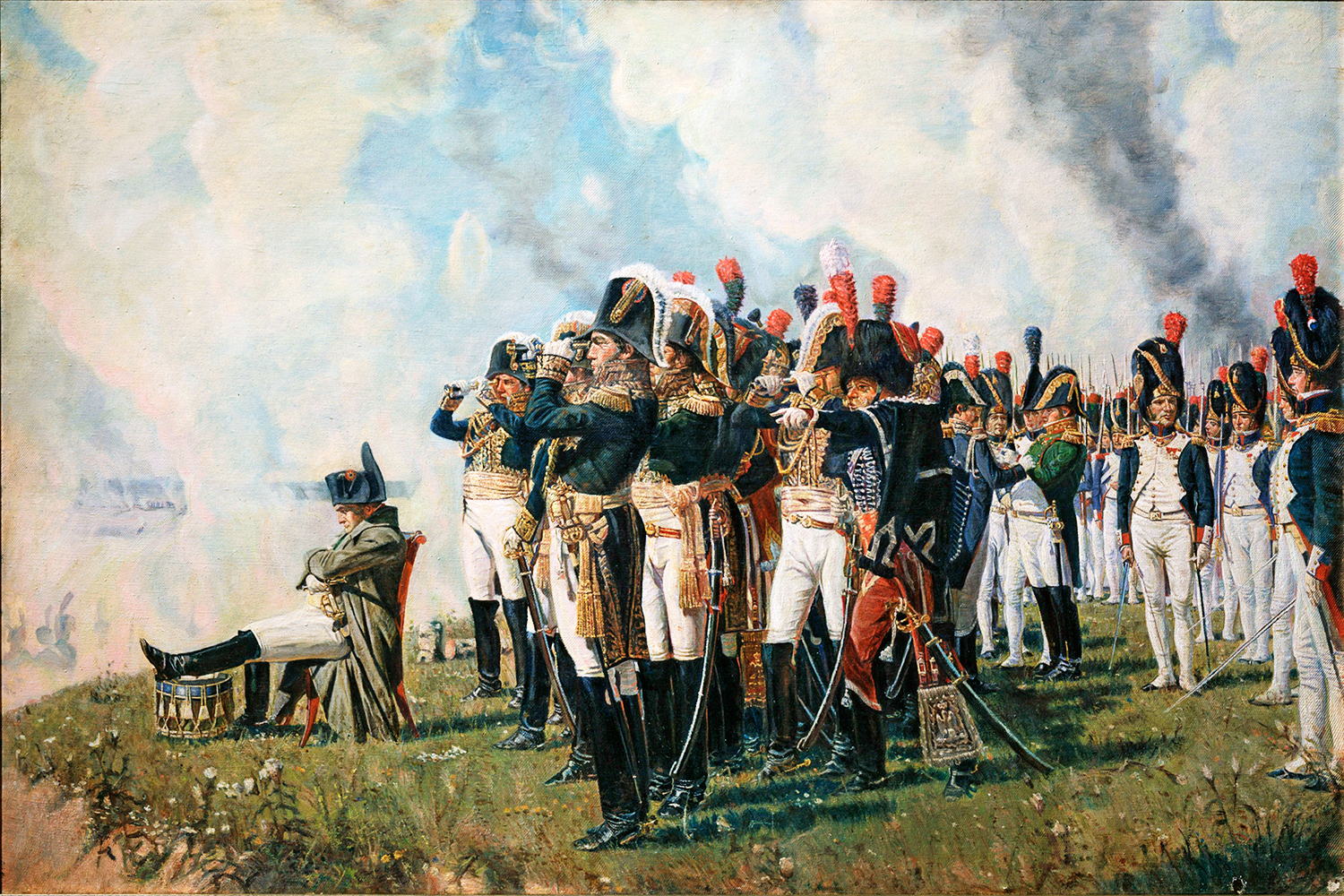
바실리 바실리예비치 베레쉬차긴 작. 보로디노 언덕의 나폴레옹. 1897년 작. 유화

1812년 9월 7일 모스크바에서 120 km 떨어진 지역인 보로디노에서, 나폴레옹의 군대와 미하일 쿠투조프 장군의 군대가 만났다. 당시 나폴레옹의 군대는 무적 프랑스 육군이었는데, 보로디노 전투는 이 군대에 러시아가 일치단결하여 제대로 반격을 한 유일한 전투였다. 보로디노 전투의 사망자는 10만 명이 넘는 것으로 추정되고 있으며, 양 국가 어느 쪽에도 승리를 안겨주지 못하였다. 하지만 러시아 군대는 침공한 프랑스 군대의 뒤를 끊는 데 성공하였다.
식량, 탄약 등의 자원이 고갈되고, 병참선이 지나치게 확대된 상태에서, 나폴레옹은 결국 모스크바로 진입한다. 모스크바는 아무런 저항 없이 나폴레옹 군대에 항복한다. 나폴레옹은 차르 알렉산드르 1세의 항복을 기대하고 모스크바에 진입한 것이었다.
월동 장소가 없어지자, 나폴레옹은 결국 후퇴를 결심한다. 10월 19일에 시작된 퇴각은 12월까지 이어졌다. 퇴각 자체도 길고 길었지만, 굶주림, 혹한 등이 프랑스 군대를 괴롭혔다. 러시아 군대가 퇴각로를 끊고서는 프랑스의 앞길을 가로막았다. 12월 나폴레옹이 폴란드 지역에 도착했을 때는, 당시 세계 최대의 군대였던 나폴레옹 육군은 그 수가 10분의 1로 줄어든 상태였다.

## 서곡 작곡의 의뢰

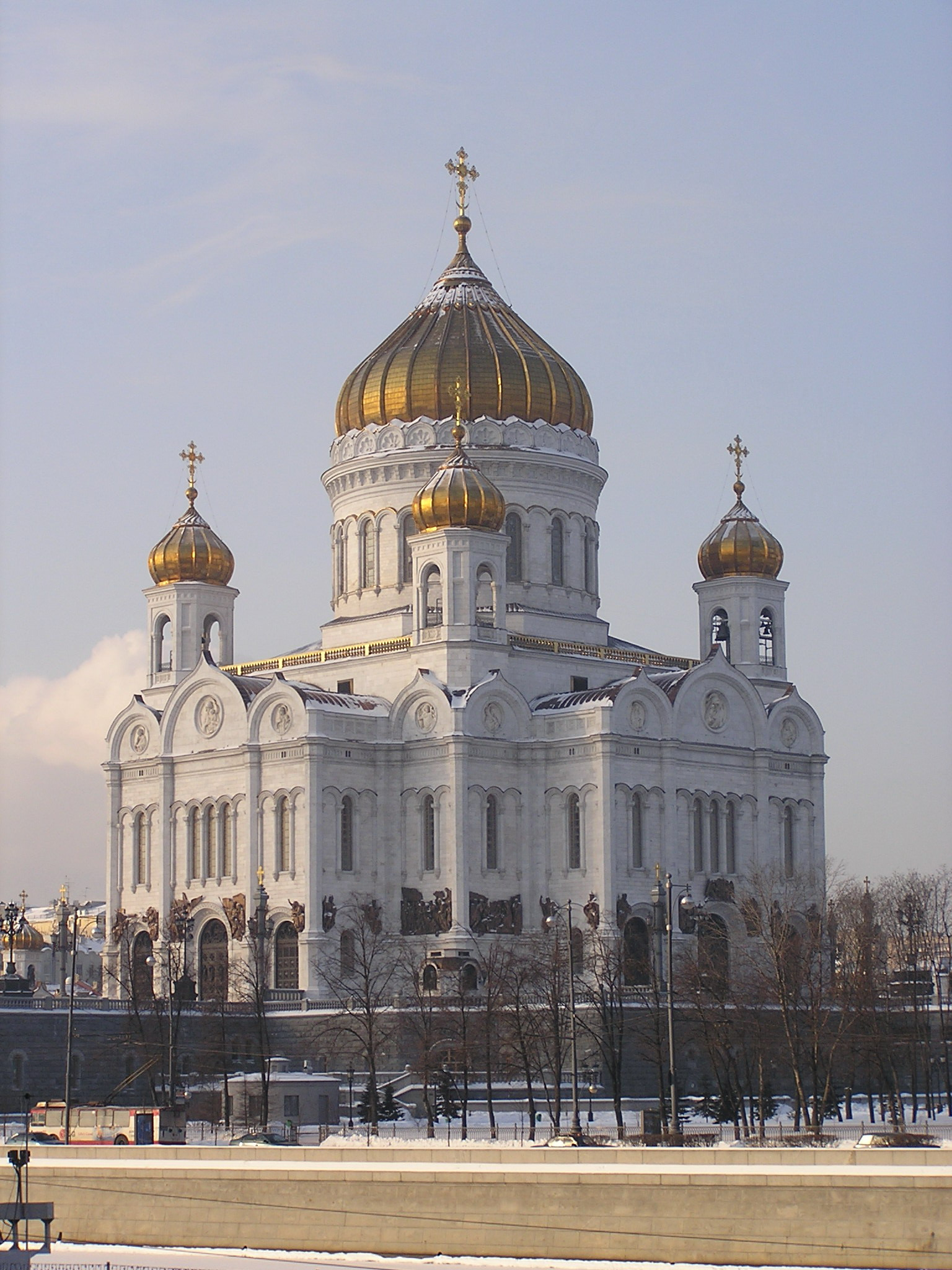
모스크바 그리스도 구세주 대성당. 재건된 것.

1880년 완공을 앞두고 있던 그리스도 구세주 대성당은 차르 알렉산드르 2세의 의뢰로 1812년의 프랑스 군대의 후퇴를 기념하는 기념식을 거행하기로 계획한다. 1881년은 알렉산더 2세가 즉위한 지 25년이 되는 해였다. 또한 1882년은 모스크바 예술 산업 박람회가 열릴 예정인 해였다.
1880년 봄, 차이콥스키의 친구이자 멘터였던 니콜라이 루빈스타인이 일련의 축제에서 연주되어야할 장엄한 기념곡이 작곡되어야 한다고 의견을 내었다. 이 작품은 오늘날 적십자사라고 불리는 단체에 의해서 의뢰되었다. 차이콥스키는 1880년 10월 12일부터 작곡을 시작하였고, 6주 뒤 작곡을 끝냈다. 대성당 앞 광장에서 초연할 계획이었다. 오케스트라 말고도 관악기 악단이 보강될 예정이었으며, 곡 시작 시 대성당의 종 뿐만 아니라 모스크바 시내의 모든 종들이 울릴 예정이었으며, 실제 대포를 사용하여 대포 소리를 낼 예정이었다. 대포는 전기적 스위치에 의해 제어되어야 했는데, 특별히 악보에 지정된 곳에서 정확하고 정교하게 발사되기 위함이었다.
하지만, 차이콥스키는 그의 후원자였던 나데크다 폰 멕에게 다음과 같이 넋두리한 바 있다. 차이콥스키 자신은 축제 악곡을 꾸며내는 데 맞지 않으며, '1812년 서곡'은 너무 시끄럽고 야하고 예술적인 쓸모가 없는데, 이것은 차이콥스키 자신이 열정과 사랑 없이 이 곡을 썼기 때문이다라는 넋두리였다. 또한 예술가들은 때때로 자기 자신의 작품을 혹평하기도 한다는 말이 사실었다는 것이었다.
이 곡은 차이콥스키의 곡 중에서 가장 자주 공연되는 곡이기 때문에, 훗날 차이콥스키 에스테이트(Estate)에게 부를 가져다 줄만한 곡이었다. 하지만, 러시아 혁명 때문에 차이콥스키 에스테이트에게 금전적 이익은 돌아가지 않았다. 오늘날 이 점은 공산주의자들이 지적재산권을 훔쳐간 사례로 분류되고 있다.
1881년 '1812년 서곡'은 공연되지 않았다. 계획이 너무 야심찼기 때문이기도 하지만, 그 해 3월 알렉산드르 2세가 암살되었기 때문이다. 1882년에 모스크바 예술 산업 박람회에서 '1812년 서곡'은 평범한 관현악 편곡으로서 실내에서 공연되었다. 모스크바 그리스도 구세주 대성당은 1883년 완공되었다.
1931년, 당시 30층 높이였으며 황금 돔과 65톤 가량의 종을 가지고 있었던, 대성당은분해 후 철거 및 폭파되었다. 대성당의 재건은 원래 위치에서 1994년에 시작되었고 1999년 12월에 완료되었다.

## 악기의 편성
'1812년 서곡'은 군관악단과 관현악단에 의해 공연되게 작곡되었다. 다음과 같은 편성을 갖는다. 피콜로, 플룻 2, 오보에 2, 잉글리쉬 호른 2, 클라리넷 (내림 나) 2, 바순 2, 호른 (바) 4, 코넷 (내림 나) 2, 트럼펫 2, 트롬본 3, 튜바, 팀파니, 트라이앵글, 탬버린, 스내어 드럼, 심벌즈, 베이스 드럼, 카리용 (간혹 튜뷸라 벨로 대체), 대포 (간혹 녹음된 대포 소리로 대체. 실내에서는 공이나 베이스 드럼으로 대체), 현악기, 기타 관악기 등이다. 간혹 어떤 실내 공연에서는 관악기 밴드 파트가 파이프 오르간으로 대체되기도 한다

## 악곡의 구조
제1부 Largo Eb장조 4분음 3박자
현악기로 연주되는 라르고의 성가 '신이 너를 보호하신다'로 곡이 시작된다. 이는 러시아의 구원을 나타내는 기도다.
이 서주의 테마가 끝나면 오보에의 독주로 제1주제가 하강선율로 시작되고, 첼로와 더블베이스가 단호하고 무뚝뚝하게 응답한다. 이 주제는 그리이스 정교(正敎)의 성가에서 취재한 것으로서, 나폴레옹 대군의 불법 침입을 알게 된 러시아 국민의 신에 대한 기도와 분노를 묘사하고 있다. 주저하지 않고 저음으로 뚝 떨어지는 현악기와 바순이 동원령을 선언한다.
제2부 Andante Eb장조 4분음 4박자
군대 북의 울림과 더불어 우군이 도착한다. 팀파니의 여린 트레몰로, 첼로와 콘트라베이스의 끊음(오르간 포인트), 거기에 군악대용 큰북의 리듬을 타고 오보에와 클라리넷과 호른이 제2주제를 연주한다. 이 주제는 사열을 정돈한 군대의 행진이다. 승리를 바라는 민중의 기도를 나타낸다. 이어서 템포는 빨라지고 eb 단조로 바뀐다. 호른이 제3주제인 「마르세예즈」의 단편을 불기 시작하고 적군의 우세를 묘사한다. 우군은 분발하지 않으면 안 되었다. 가락은 일변하여 F#장조로 바뀌고, 아름다운 민요조의 제4주제가 제1, 제2 바이올린과 비올라로 조용히 노래된다. 이 주제는 노브고로드 지방의 민요에서 취재한 것이다. 조는 또 eb 단조로 바뀌고, 춤곡풍의 제5주제가 p 로 들려온다. 이것은 프랑스군에 대항하는 모스크바 시민을 묘사한 것이라고도 한다. 가락은 다시 C장조로 바뀌고, 마침내 대난전이 펼쳐진다. 눈보라가 몰아 쳐서 마침내 프랑스군을 곤경에 빠뜨린다. 프랑스의 <마르세네즈> 가락이 점차 사라지고 러시아 민요 선율이 두드러지며 승리를 예견한다.
제3부
프랑스군이 마지막 힘을 다해보지만 클라이막스에 이르러 대포가 첫 포성을 터트리면 프랑스군은 완전히 격퇴되고 <마르세에즈> 가락은 완전히 사라진다. 템포는 다시 Largo가 되고, 제1주제가 목관과 금관으로 재현되며, 또한 승리를 알리는 사원의 종이 울려 퍼진다. 이것이 장대하게 부풀어 오르면, 곡은 Allergo vivace가 되고, 전합주로 더욱이 각 파트에는 ffff의 제2주제가 나타나고, 러시아의 국가가 장중하게 연주되고(소련에서는 제정 러시아 국가를 금기시하여, 이 부분을 개작하여 연주함) 모든 사원의 종이 일제히 울리며 장엄하게 마무리 된다.
'1812년 서곡'에는 16발의 대포 발사가 들어가 있다.

## 미국에서의 활용
이 작품과 영국과 미국 간의 1812년 전쟁과는 직접적인 역사적 연관성이 없지만, 미국 내에서는 종종 "애국심을 고취하는" 음악 중 하나로서 연주된다. 이 음악은 미국 독립 기념일 기념식에서는 빠지지 않고 쓰인다.